# Pentelicus paliji
Pentelicus paliji är en stekelart som beskrevs av Khlopunov 1979. Pentelicus paliji ingår i släktet Pentelicus och familjen sköldlussteklar. Inga underarter finns listade i Catalogue of Life.